# ヘルズブレイズ
ヘルズブレイズ (アイスランド語: Herðubreið 英語: Herdubreid) は、アイスランドの北東部に位置する標高1682 mの火山。
オダザハラウン（Ódáðahraun）と呼ばれる中央高地の中央部の砂漠地帯の中央に位置し、カルデラで知られるアスキャ火山から北東に20 kmほどの位置にある。砂漠地帯は全体的に、トロラディングヤ火山から噴出した溶岩に覆われている。
ヘルズブレイズは、頂上部が平坦で周囲が急峻な崖に囲まれている形をしている。これは氷河に覆われた時期にその下で活動を始めたことによる。崖の高さが噴火当時の氷河の厚さである。これを卓上火山（Volcanic table mountainやTuya）と呼ぶ。
ヘルズブレイズの山体が地形が形成されたのは更新世で、最後の噴火もその頃であろうとも考えられている。また、数百年前から知られていた山であったが、このような形状のため初登頂は1908年までなされなかった。
近くにはヘルズブレイサルリンディル（Herðubreiðarlindir）と呼ばれるオアシスがあり、ハイキング・コースやキャンプ場が整備されている。古くは、アイスランドの地域社会から追放された犯罪者がそのオアシスに集まって暮らしていた。

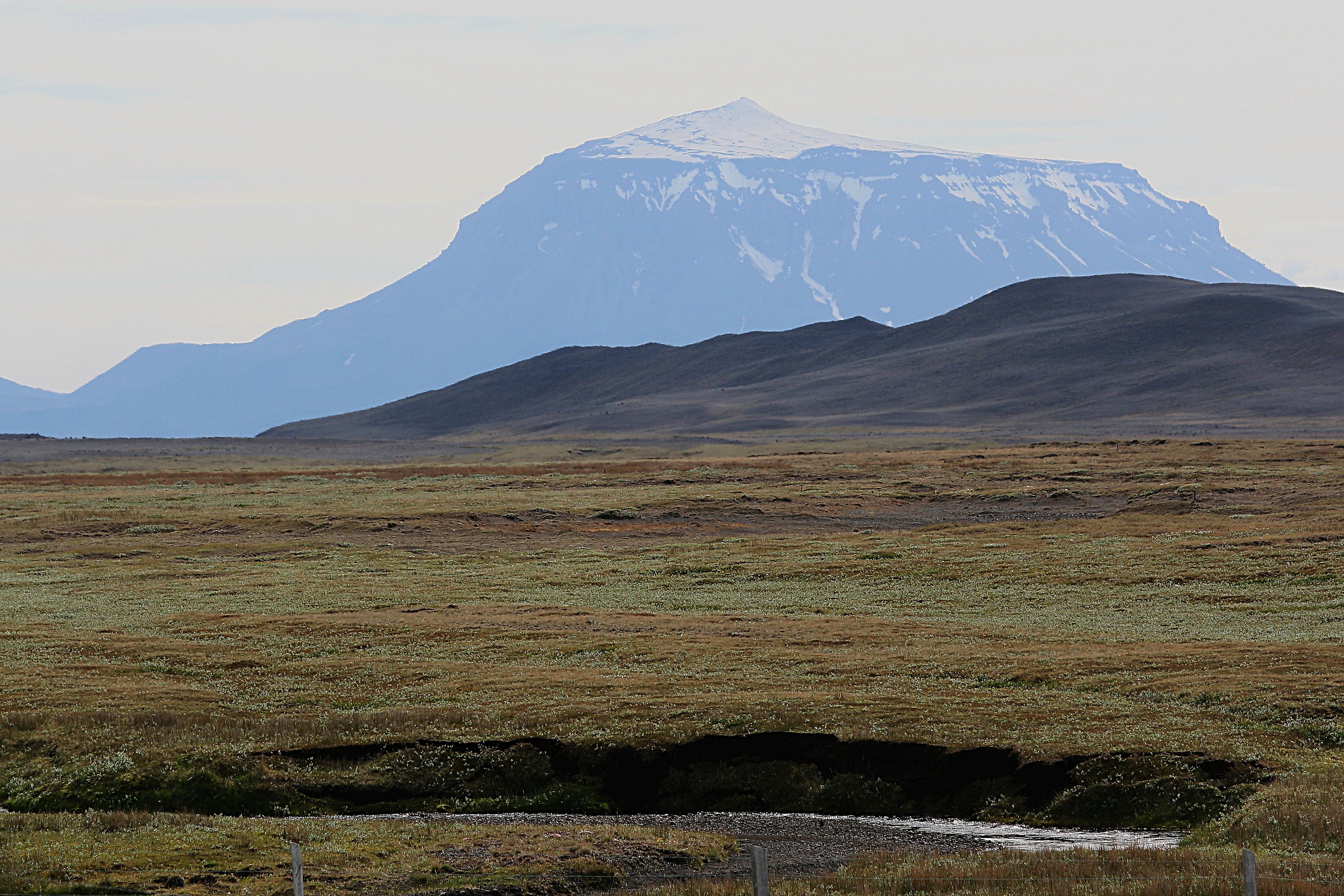
西から見たヘルズブレイズ
テーブルの下はおもに枕状溶岩でできている。テーブルの上にはスコリア丘がある。